# Малийци (Древна Гърция)
Малийците (на старогръцки: Μαλιεῖς) са древногръцко племе, живяло край река Сперхей в Средна Гърция. Територията им Малия се e намира до планинския масив Калидромо във Фтиотида. На изток граничела с Термопилите, на север с Малиакския залив на Бяло море. Тяхната столица е бил град Трахис. В техния град Антеле се e намирало светилището на Деметра, най-древният център на древногръцкото общество Амфиктиония. През 426 пр.н.е. Спарта основава до града Трахис Хераклея Трахис. Те се надигат против зависимостта си от Спарта и загубват в Коринтската война (395 – 387 пр.н.е.) територията си южно от река Сперхей. Столицата им Хераклея е превзета от ойтаите. Новата им столица става град Ламия.
Малийците са в Коринтския съюз, а от 235 пр.н.е. в Етолийския съюз. През 189 пр.н.е. те се присъединяват към ахейските фтиоти и оттогава стават тесалийци.